# Station Lens (België)
Station Lens is een spoorwegstation langs spoorlijn 90 (Jurbeke - Aat - Denderleeuw) in de gemeente Lens. Het is nu een stopplaats. Het station heeft een parking en er is een fietsstalling.

## Treindienst
| Serie       | Treinsoort          | Route                                                                      | Bijzonderheden                                                                      |
| ----------- | ------------------- | -------------------------------------------------------------------------- | ----------------------------------------------------------------------------------- |
| L 4850      | L-trein (NMBS)      | Geraardsbergen – Aat – Lens – Bergen – [ Doornik – Moeskroen ] / [ Quévy ] | Rijdt op werkdagen Geraardsbergen-Moeskroen. Rijdt in weekends Geraardsbergen-Quèvy |
| P 7580/8580 | Piekuurtrein (NMBS) | Aat – Lens – Bergen – Doornik                                              | Rijdt alleen op werkdagen. Een trein verder naar Doornik.                           |

## Reizigerstellingen
De grafiek en tabel geven het gemiddeld aantal instappende reizigers weer op een week-, zater- en zondag.
| Tabel: aantal instappende reizigers station Lens | Tabel: aantal instappende reizigers station Lens | Tabel: aantal instappende reizigers station Lens | Tabel: aantal instappende reizigers station Lens |
|                                                  | Weekdag                                          | Zaterdag                                         | Zondag                                           |
| ------------------------------------------------ | ------------------------------------------------ | ------------------------------------------------ | ------------------------------------------------ |
| 1977                                             | 258                                              | 49                                               | 35                                               |
| 1978                                             | 196                                              | 36                                               | 20                                               |
| 1979                                             | 220                                              | 38                                               | 18                                               |
| 1980                                             | 155                                              | 39                                               | 33                                               |
| 1981                                             | 160                                              | 44                                               | 29                                               |
| 1982                                             | 205                                              | 12                                               | 9                                                |
| 1983                                             | 181                                              | 12                                               | 8                                                |
| 1984                                             | 215                                              | 26                                               | 21                                               |
| 1985                                             | 227                                              | 53                                               | 41                                               |
| 1986                                             | 185                                              | 44                                               | 37                                               |
| 1987                                             | 247                                              | 46                                               | 33                                               |
| 1988                                             | 241                                              | 35                                               | 31                                               |
| 1989                                             | 221                                              | 42                                               | 19                                               |
| 1990                                             | 151                                              | 15                                               | 13                                               |
| 1991                                             | 221                                              | 35                                               | 32                                               |
| 1992                                             | 212                                              | 34                                               | 24                                               |
| 1993                                             | 244                                              | 37                                               | 28                                               |
| 1994                                             | 246                                              | 40                                               | 25                                               |
| 1995                                             | 195                                              | -                                                | -                                                |
| 1996                                             | 222                                              | 27                                               | 32                                               |
| 1997                                             | 191                                              | 21                                               | 26                                               |
| 1998                                             | 201                                              | 24                                               | 25                                               |
| 1999                                             | 147                                              | 32                                               | 17                                               |
| 2000                                             | 180                                              | 22                                               | 22                                               |
| 2001                                             | 236                                              | 24                                               | 18                                               |
| 2002                                             | 205                                              | 17                                               | 24                                               |
| 2003                                             | 192                                              | 25                                               | 16                                               |
| 2004                                             | 157                                              | 24                                               | 20                                               |
| 2005                                             | 184                                              | 36                                               | 28                                               |
| 2006                                             | 200                                              | 26                                               | 38                                               |
| 2007                                             | 183                                              | 32                                               | 12                                               |
| 2008                                             | -                                                | -                                                | -                                                |
| 2009                                             | 171                                              | 32                                               | 20                                               |
| 2010                                             | -                                                | -                                                | -                                                |
| 2011                                             | -                                                | -                                                | -                                                |
| 2012                                             | 172                                              | 61                                               | 16                                               |
| 2013                                             | 208                                              | 16                                               | 19                                               |
| 2014                                             | 211                                              | 20                                               | 26                                               |
| 2015                                             | 125                                              | 38                                               | 13                                               |
| 2016                                             | 154                                              | 22                                               | 13                                               |
| 2017                                             | 147                                              | 30                                               | 24                                               |
| 2018                                             | 119                                              | 41                                               | 29                                               |
| 2019                                             | 177                                              | 46                                               | 28                                               |
| 2020                                             | 114                                              | 18                                               | 19                                               |
| 2021                                             | -                                                | -                                                | -                                                |
| 2022                                             | 177                                              | 46                                               | 28                                               |
| 2023                                             | 268                                              | 141                                              | 107                                              |
| 2024                                             | 271                                              | 88                                               | 91                                               |

0,0: Denderleeuw ·
1,9: Iddergem ·
4,4: Okegem ·
7,5: Ninove ·
10,2: Eichem ·
12,1: Appelterre ·
13,4: Zandbergen ·
16,1: Idegem ·
17,8: Schendelbeke ·
21,7: Geraardsbergen ·
23,2: Overboelare ·
26,3: Acren · 
28,7: Lessen ·
29,8: Houraing ·
31,8: Papignies ·
33,5: La Cavée ·
35,4: Rebaix ·
39,9: Aat ·
42,1: Maffle ·
45,0: Mévergnies-Attre ·
46,5: Brugelette ·
48,3: Cambron-Casteau ·
52,1: Lens ·
55,6: Jurbeke ·
58,0: Erbisœul ·
66,7: Baudour ·
71,8: Saint-Ghislain